# Wilfred Teixeira
Wilfred Teixeira (Paramaribo , 19 de octubre de 1920) es un escritor de Surinam de obras de teatro y radioteatro. 
Ha gozado de gran popularidad en la vida cultural de Surinam. También trabajó como funcionario, fue oficial de las Fuerzas Armadas de Surinam, secretario y director de departamento. También fue director del teatro Thalia . Teixeira es autor de numerosas obras de teatro y programas de radio, a menudo alternando entre sranan y holandés. A través de su programa de radio "Famiri Mismá" [La familia de mi gente] que se ocupa de los conflictos generacionales dentro de una familia, desde 1959 hasta 1982 emitió 1.117 programas al aire por radio Apinti . La serie "de estación en estación con la línea 1" (500 episodios) discutió sobre política y asuntos sociales. Bonuman un correo waka Nanga baka ("El curandero caminando hacia atrás", cubre aproximadamente 400 secciones) sobre cuestiones tales como la superstición y charlatanería . 

## Obras de teatro
- Famiri Mi Sma
- Nene Bekka
- A no bon priti un